# HiverCon
HiverCon - конференция по компьютерной безопасности, ежегодно проводившаяся с 2002 по 2004 гг. в Дублине, Ирландия. Организатором конференции являлся Марк Андерсон (исполнительный глава компании HiverCon).

## HiverCon 2002
Первое мероприятие, HiverCon 2002, проходило с 26 по 27 ноября 2002 года в отеле Берлингтон.

### Докладчики[3]
- Ричард Тьеме (США)
- Дэн Камински (США)
- Дэвид Халтон
- FX
- Керт Сейфрид
- LSD Group
- Офир Аркин (Израиль)
- Джейя Балу (Нидерланды)
- Rain Forest Puppy
- Simple Nomad (США)

## HiverCon 2003
Очередное мероприятие проходило с 6 по 7 ноября 2003 года в отеле Девенпорт.

### Докладчики
- Ричард Тьеме (США), открывший конференцию, представил свой доклад на тему "Hacker Generations: From Network Warfare to Perception Warfare" (рус. "Поколения хакеров: от сетевых баталий к восприятию баталий")[6].
- Джереми Мортон (США)
- Ян Рутковский (Польша)
- Крис Дэвис (США)
- Нил Костигэн и Ноэль МакКулаг (Ирландия)
- Джордж Лекатис (Греция)
- Дэн Камински (США)
- Simple Nomad (США)
- Офир Аркин (Израиль)
- Джейя Балу (Нидерланды)

## HiverCon 2004
HiverCon 2004 было запланировано на 4 и 5 ноября 2004 года в отеле Дэвенпорт.

## Значение и влияние
Несмотря на то, что конференция в своё время большой известности не получила, тем не менее, на ней были представлены доклады, значительно повлиявшие на соответствующие области исследования.